# Palazzo Ferri Orsini
Palazzo Ferri Orsini é um palácio do século XIX localizado na esquina da Via del Parlamento com a  Via del Giardino Theodoli, de esquina para a  Piazza del Parlamento, no rione Colonna de Roma. Uma de suas fachadas fica na altura do número 182 da Via del Corso, bem em frente a Palazzo Marignoli.